# Montreuil-l'Argillé
Pour les articles homonymes, voir Montreuil.
Montreuil-l'Argillé est une commune française située dans le département de l'Eure, en région Normandie.

## Géographie
Montreuil-l'Argillé est un village-centre du pays d'Ouche établi dans la vallée du Guiel. Ce bourg se trouve à 10 kilomètres d'Orbec, 26 kilomètres de L'Aigle, 5 kilomètres du département du Calvados, 30 kilomètres de Lisieux et 20 kilomètres de Bernay.

### Communes limitrophes
| La Goulafrière | La Trinité-de-Réville  | Saint-Agnan-de-Cernières  |
| La Goulafrière | Montreuil-l'Argillé    | Saint-Pierre-de-Cernières |
| Verneusses     | Saint-Denis-d'Augerons | Saint-Denis-d'Augerons    |

### Voies routières
Le territoire laisse passer les routes départementales RD 35, RD 107, RD 438 et RD 819.

### Hydrographie
La commune est située dans le bassin Seine-Normandie. Elle est drainée par la Guiel et divers autres petits cours d'eau,.
La Guiel, d'une longueur de 24 km, prend sa source dans la commune de La Trinité-des-Laitiers et se jette  dans la Charentonne à La Trinité-de-Réville, après avoir traversé huit communes.Les caractéristiques hydrologiques de la Guiel sont données par la station hydrologique située sur la commune de Montreuil-l'Argillé. Le débit moyen mensuel est de 0,671 m3/s. Le débit moyen journalier maximum est de 8,6 m3/s, atteint lors de la crue du 22 juin 2021. Le débit instantané maximal est quant à lui de 29,3 m3/s, atteint le même jour.

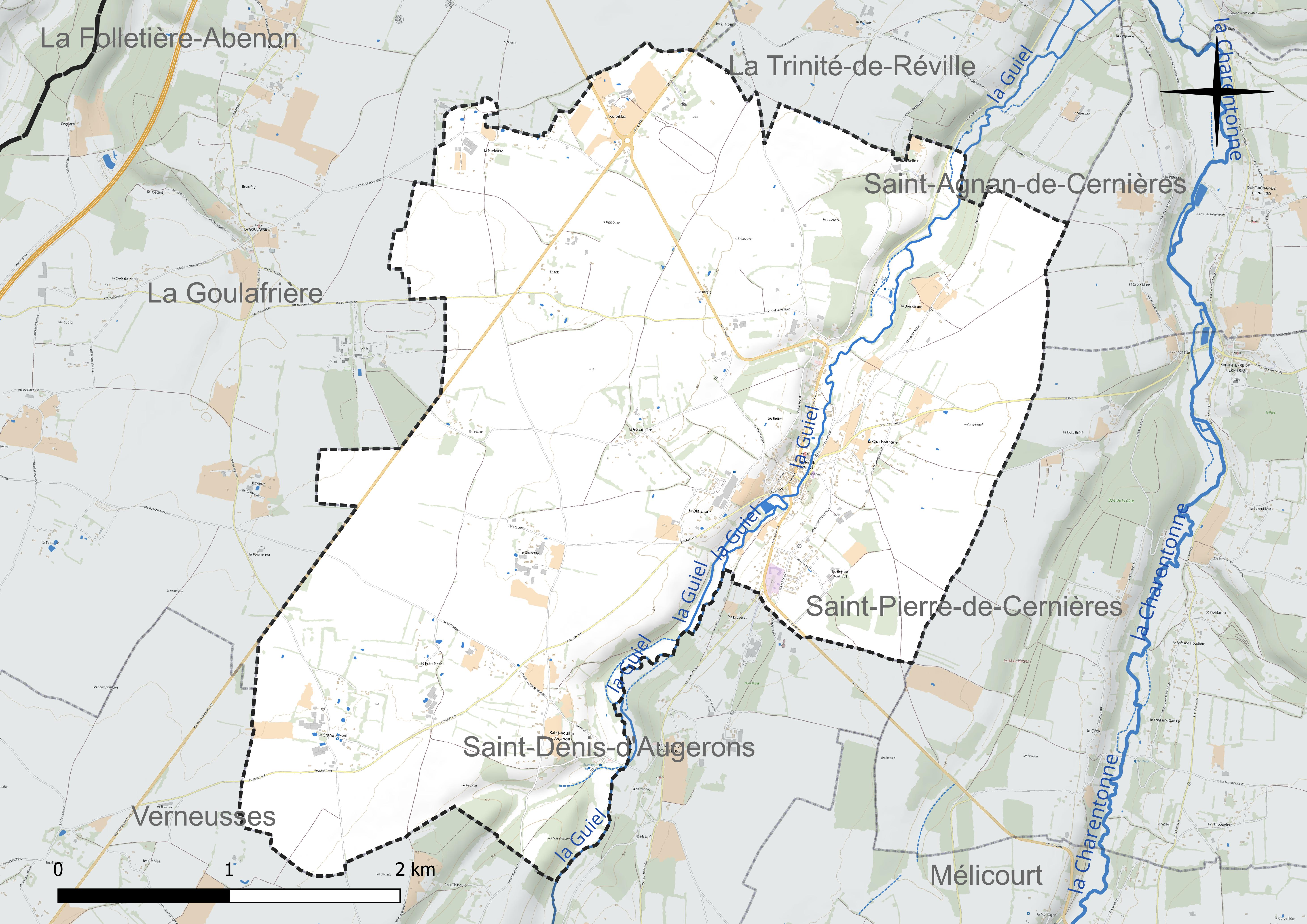
Réseau hydrographique de Montreuil-l'Argillé.

### Climat
Pour des articles plus généraux, voir Climat de la Normandie et Climat de l'Eure.
En 2010, le climat de la commune est de type climat océanique dégradé des plaines du Centre et du Nord, selon une étude du CNRS s'appuyant sur une série de données couvrant la période 1971-2000. En 2020, Météo-France publie une typologie des climats de la France métropolitaine dans laquelle la commune est exposée à un climat océanique et est dans la région climatique  Normandie (Cotentin, Orne), caractérisée par une pluviométrie relativement élevée (850 mm/a) et un été frais (15,5 °C) et venté. Parallèlement le GIEC normand, un groupe régional d’experts sur le climat, différencie quant à lui, dans une étude de 2020, trois grands types de climats pour la région Normandie, nuancés à une échelle plus fine par les facteurs géographiques locaux. La commune est, selon ce zonage, exposée à un « climat contrasté des collines », correspondant au Pays d’Auge, Lieuvin et Roumois, moins directement soumis aux flux océaniques et connaissant toutefois des précipitations assez marquées en raison des reliefs collinaires qui favorisent leur formation.
Pour la période 1971-2000, la température annuelle moyenne est de 10 °C, avec  une amplitude thermique annuelle de 13,7 °C. Le cumul annuel moyen de précipitations est de 814 mm, avec 12,8 jours de précipitations en janvier et 8,4 jours en juillet. Pour la période 1991-2020, la température moyenne annuelle observée sur la station météorologique la plus proche, située sur la commune de La Ferté-en-Ouche à 11 km à vol d'oiseau, est de 10,6 °C et le cumul annuel moyen de précipitations est de 797,5 mm,. Pour l'avenir, les paramètres climatiques de la commune estimés pour 2050 selon différents scénarios d’émission de gaz à effet de serre sont consultables sur un site dédié publié par Météo-France en novembre 2022.

## Urbanisme

### Typologie
Au 1er janvier 2024, Montreuil-l'Argillé est catégorisée commune rurale à habitat dispersé, selon la nouvelle grille communale de densité à 7 niveaux définie par l'Insee en 2022.
Elle est située hors unité urbaine et hors attraction des villes,.

### Occupation des sols
L'occupation des sols de la commune, telle qu'elle ressort de la base de données européenne d’occupation biophysique des sols Corine Land Cover (CLC), est marquée par l'importance des territoires agricoles (90 % en 2018), en diminution par rapport à 1990 (91,2 %). La répartition détaillée en 2018 est la suivante : 
terres arables (49,4 %), prairies (40,6 %), forêts (5,6 %), zones urbanisées (4,4 %). L'évolution de l’occupation des sols de la commune et de ses infrastructures peut être observée sur les différentes représentations cartographiques du territoire : la carte de Cassini (XVIIIe siècle), la carte d'état-major (1820-1866) et les cartes ou photos aériennes de l'IGN pour la période actuelle (1950 à aujourd'hui).

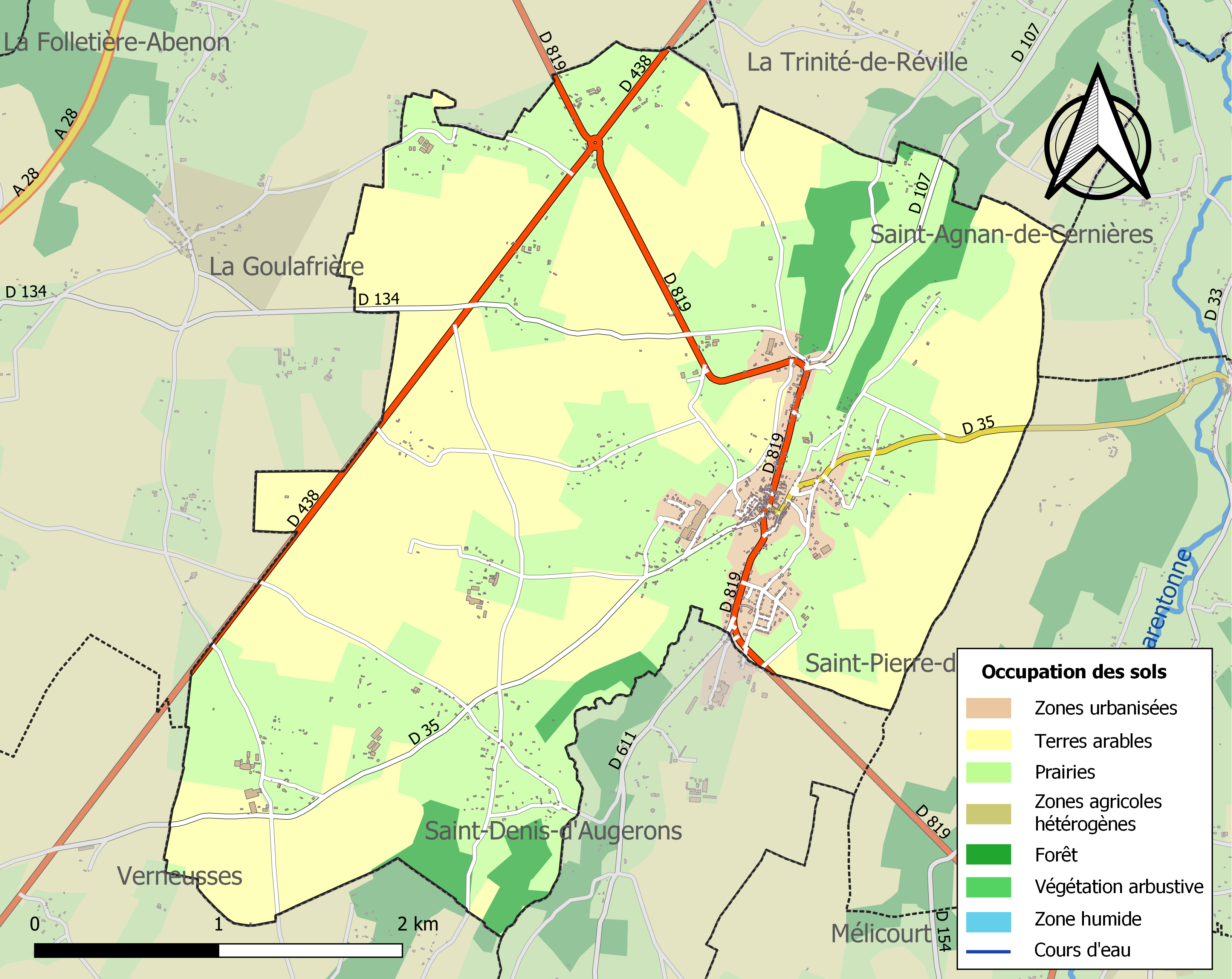
Carte des infrastructures et de l'occupation des sols de la commune en 2018 (CLC).

## Toponymie
Le nom de la localité est attesté sous les formes latinisées Monasteriolum, Monsteriolum, Mosteiolum au XIe siècle (Orderic Vital) ; Monstariolo en 1050, Mosterel en 1124 (charte de Henri Ier), Mosteroel en 1205 (archives de l’Eure), Mosteruel en 1259 (cartulaire de Lyre), Montreuil l’Argillier en 1404 (O. Desnos, Mém. hist. sur Alençon), Monstereul en 1424 (ch. de Henri VI d’Angleterre), Monstreul en 1624 (man. de la charité de Sainte-Croix de Bernay), Montreil en 1631 (Tassin, Plans et profilz), Montreul et Montereul l’Argile en 1722 (Masseville), Montreuil l’Angele  en 1759 (déclar. royale).
Le toponyme Montreuil correspond à un type courant au nord de la France, c'est un terme d'ancien français qui désignait un édifice religieux d'un genre difficile à déterminer, soit une église, soit une petite église ou encore un petit couvent. Il est issu du gallo-roman MONASTERIOLU (autrement du latin tardif monasteriolum), dérivé en -iolum, du bas latin mŏnastērium « monastère ».
Le déterminant complémentaire l'Argillé n'est pas attesté avant 1719, il permet sans doute de faire la distinction avec les autres Montreuil de Normandie, notamment Montreuil-en-Auge (Calvados) et Montreuil-la-Cambe (Orne), situés à moins de cinquante kilomètres. L'Argillé dérive peut-être du mot argile, qui pouvait s'écrire avec deux L en ancien français selon l'étymologie latine argilla, mais son sens précis dans le cas de Montreuil reste obscur.
Le toponyme du hameau Ectot correspond à un type toponymique exclusivement normand et  très courant, puisqu'on en dénombre plus d'une quinzaine (on trouve aussi les graphies Ecquetot et Hectot). Les formes anciennes des différents Ectot, comme Eschetoth, Esketoth, comparables à celles de Eastoft en Grande-Bretagne ou Essetoft au Danemark, plaident en faveur d'une origine scandinave. En outre, l'appellatif -tot « emplacement pour une ferme, une maison » est fréquent en Normandie septentrionale, non loin des côtes de la Manche, et bien identifié comme étant issu du vieux norrois topt « emplacement, site d'une maison ». Cependant, il est très rare dans le pays d'Ouche et si loin au sud. Un peu à l'ouest et au sud se trouvent Chiffreteau (ancien Chiffretot) à Saint-Aubin-de-Bonneval à 10 km dans l'Orne, Chiffretot à Champosoult à 35 km, également dans l'Orne et Chiffretot aux Moutiers-Hubert à 25 km, dans le Calvados. Le premier élément Ec- représente vraisemblablement le vieux norrois eski qui signifie « frênes » comme dans les autres Ectot / Ecquetot (anciennement Esketot, Eschetot).

## Histoire
Montreuil fut un fief de la famille Giroie à partir du début du XIe siècle. Cette famille est probablement à l'origine de la motte féodale du village, témoin d'une fortification de la première moitié du XIe siècle,.
La commune absorbe Saint-Aquilin-d'Augerons (120 habitants) en 1963.

## Héraldique
|  | D'argent à la fasce d'azur. |

## Politique et administration
| Période                                  | Période | Identité             | Étiquette | Qualité |
| ---------------------------------------- | ------- | -------------------- | --------- | ------- |
|                                          | 1939    | Albert Durand        |           | Avocat  |
| mars 2008                                |         | Jean-Pierre Decultot |           |         |
| Les données manquantes sont à compléter. |         |                      |           |         |

## Population et société

### Démographie

#### Évolution démographique
L'évolution du nombre d'habitants est connue à travers les recensements de la population effectués dans la commune depuis 1793. Pour les communes de moins de 10 000 habitants, une enquête de recensement portant sur toute la population est réalisée tous les cinq ans, les populations de référence des années intermédiaires étant quant à elles estimées par interpolation ou extrapolation. Pour la commune, le premier recensement exhaustif entrant dans le cadre du nouveau dispositif a été réalisé en 2006.

En 2022, la commune comptait 788 habitants, en évolution de −2,96 % par rapport à 2016 (Eure : −0,25 %, France hors Mayotte : +2,11 %).
| 1793 | 1800 | 1806 | 1821 | 1831 | 1836 | 1841 | 1846 | 1851 |
| ---- | ---- | ---- | ---- | ---- | ---- | ---- | ---- | ---- |
| 912  | 970  | 960  | 830  | 842  | 900  | 932  | 894  | 948  |

| 1856 | 1861 | 1866 | 1872 | 1876 | 1881 | 1886 | 1891 | 1896 |
| ---- | ---- | ---- | ---- | ---- | ---- | ---- | ---- | ---- |
| 866  | 842  | 846  | 843  | 798  | 799  | 812  | 797  | 798  |

| 1901 | 1906 | 1911 | 1921 | 1926 | 1931 | 1936 | 1946 | 1954 |
| ---- | ---- | ---- | ---- | ---- | ---- | ---- | ---- | ---- |
| 763  | 762  | 748  | 734  | 679  | 592  | 672  | 730  | 635  |

| 1962 | 1968 | 1975 | 1982 | 1990 | 1999 | 2006 | 2011 | 2016 |
| ---- | ---- | ---- | ---- | ---- | ---- | ---- | ---- | ---- |
| 620  | 755  | 773  | 726  | 706  | 740  | 783  | 805  | 812  |

| 2021 | 2022 | - | - | - | - | - | - | - |
| ---- | ---- | - | - | - | - | - | - | - |
| 808  | 788  | - | - | - | - | - | - | - |

#### Pyramide des âges
En 2018, le taux de personnes d'un âge inférieur à 30 ans s'élève à 32,7 %, soit en dessous de la moyenne départementale (35,2 %). À l'inverse, le taux de personnes d'âge supérieur à 60 ans est de 32,5 % la même année, alors qu'il est de 25,5 % au niveau départemental.
En 2018, la commune comptait 397 hommes pour 435 femmes, soit un taux de 52,28 % de femmes, légèrement supérieur au taux départemental (51,26 %).
Les pyramides des âges de la commune et du département s'établissent comme suit.
| Hommes | Classe d’âge | Femmes |
| ------ | ------------ | ------ |
| 0,3    | 90 ou +      | 1,1    |
| 7,9    | 75-89 ans    | 13,1   |
| 22,9   | 60-74 ans    | 19,5   |
| 19,8   | 45-59 ans    | 19,2   |
| 15,6   | 30-44 ans    | 15,0   |
| 16,4   | 15-29 ans    | 14,0   |
| 17,2   | 0-14 ans     | 18,0   |

| Hommes | Classe d’âge | Femmes |
| ------ | ------------ | ------ |
| 0,6    | 90 ou +      | 1,6    |
| 6,4    | 75-89 ans    | 8,8    |
| 17,3   | 60-74 ans    | 18,1   |
| 20,7   | 45-59 ans    | 20     |
| 18,8   | 30-44 ans    | 18,6   |
| 16,3   | 15-29 ans    | 14,5   |
| 20     | 0-14 ans     | 18,3   |

### Enseignement
Montreuil-l'Argillé possède une école publique maternelle et élémentaire de 186 élèves.

## Économie

### Revenus de la population et fiscalité
En 2008, le revenu fiscal médian par ménage était de 13 725 €, ce qui plaçait Montreuil-l'Argillé au 29 614e rang  parmi les 31 604 communes de plus de 50 ménages en métropole.

### Emplois
Le taux d'activité en 2008 est de 61,3 % pour la tranche d'âge 15 - 24 ans (France métropolitaine : 43,2 %), 86,4 % pour la tranche d'âge 25 - 54 ans (France métropolitaine : 89,6 %), et 28,2 % pour la tranche d'âge 55 - 64 ans (France métropolitaine : 41,5 %).
Répartition de la population active par type d'activité (recensement de 2008)
|                             | Actifs ayant un emploi | Étudiants | Chômeurs | Retraités | Autres inactifs |
| --------------------------- | ---------------------- | --------- | -------- | --------- | --------------- |
| Montreuil-l'Argillé         | 60,2 %                 | 5,9 %     | 8,6 %    | 11,4 %    | 13,8 %          |
| Moyenne nationale           | 63,8 %                 | 10,6 %    | 8,0 %    | 8,6 %     | 9,1 %           |
| Sources des données : INSEE |                        |           |          |           |                 |

### Entreprises et commerces
Les deux principales entreprises sont le producteur de machines à capsuler André Zalkin (400 salariés) et l'atelier de mécanique de précision Le Nouaille (30 salariés).

## Culture locale et patrimoine

### Lieux et monuments
La commune de Montreuil-l'Argillé compte trois édifices inscrits au titres des monuments historiques :
- la maison du Bailliage (XVIe)  Inscrit MH (1949)[37] ;
- le château féodal (XIe)  Inscrit MH (1989)[38]. Il s'agit d'une motte féodale, des vestiges archéologiques de l'enceinte principale et des deux basses-cours du château féodal ;
- le château de Lusigneul (XVIIe et XVIIIe)  Inscrit MH (1984)[39].

Autres édifices et monuments :
- les églises Saint-Georges du XIe siècle et Saint-Aquilin du XVe siècle ;
- des vieilles maisons normandes dont l'une date du XVIe siècle ;
- vaste mairie de briques rouges (à l'origine un projet de gare ferroviaire) ;
- le menhir dit « la Pierre-aux-Bœufs », rue Gilbert-Hue.

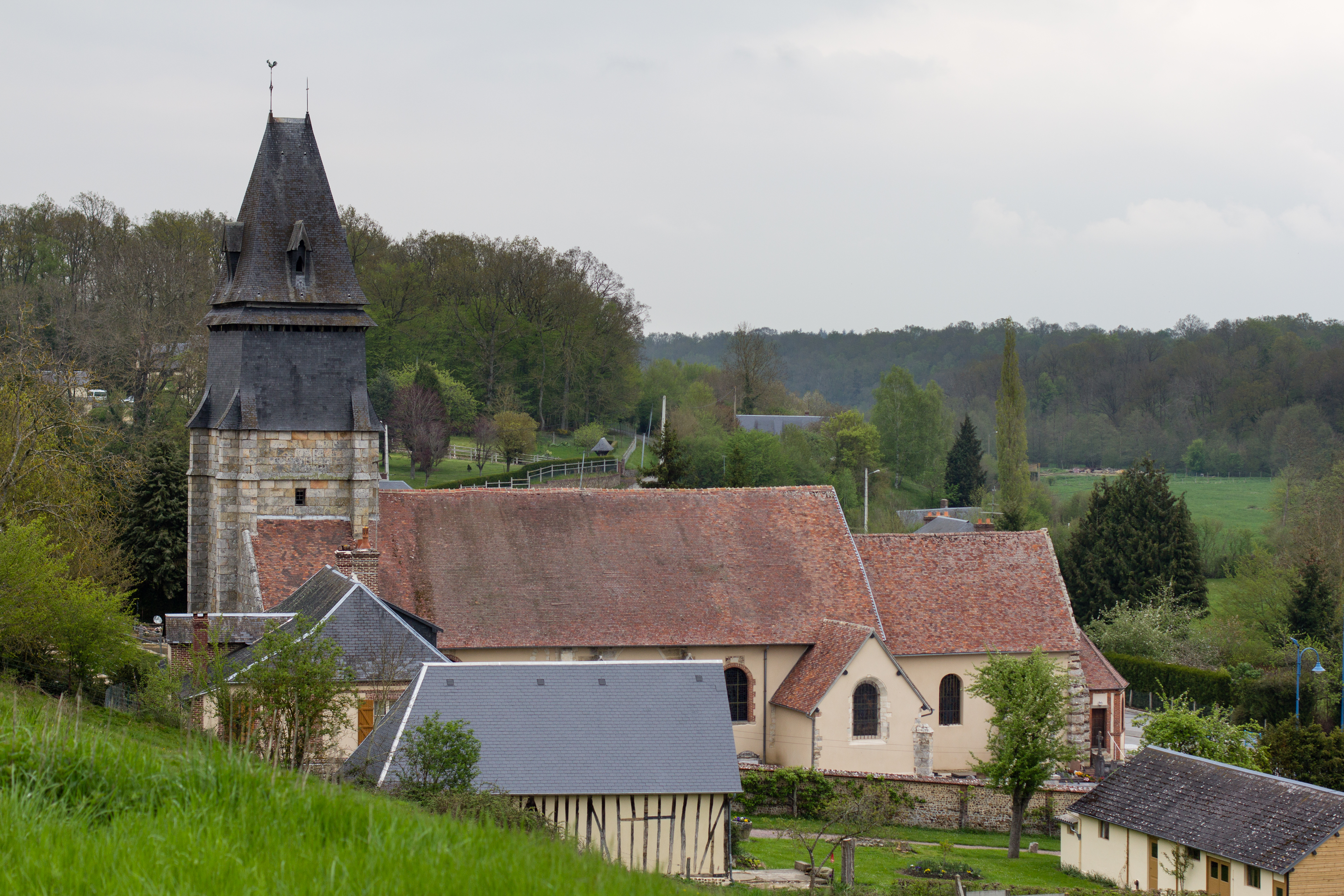
L'église Saint-Georges, au nord du village.
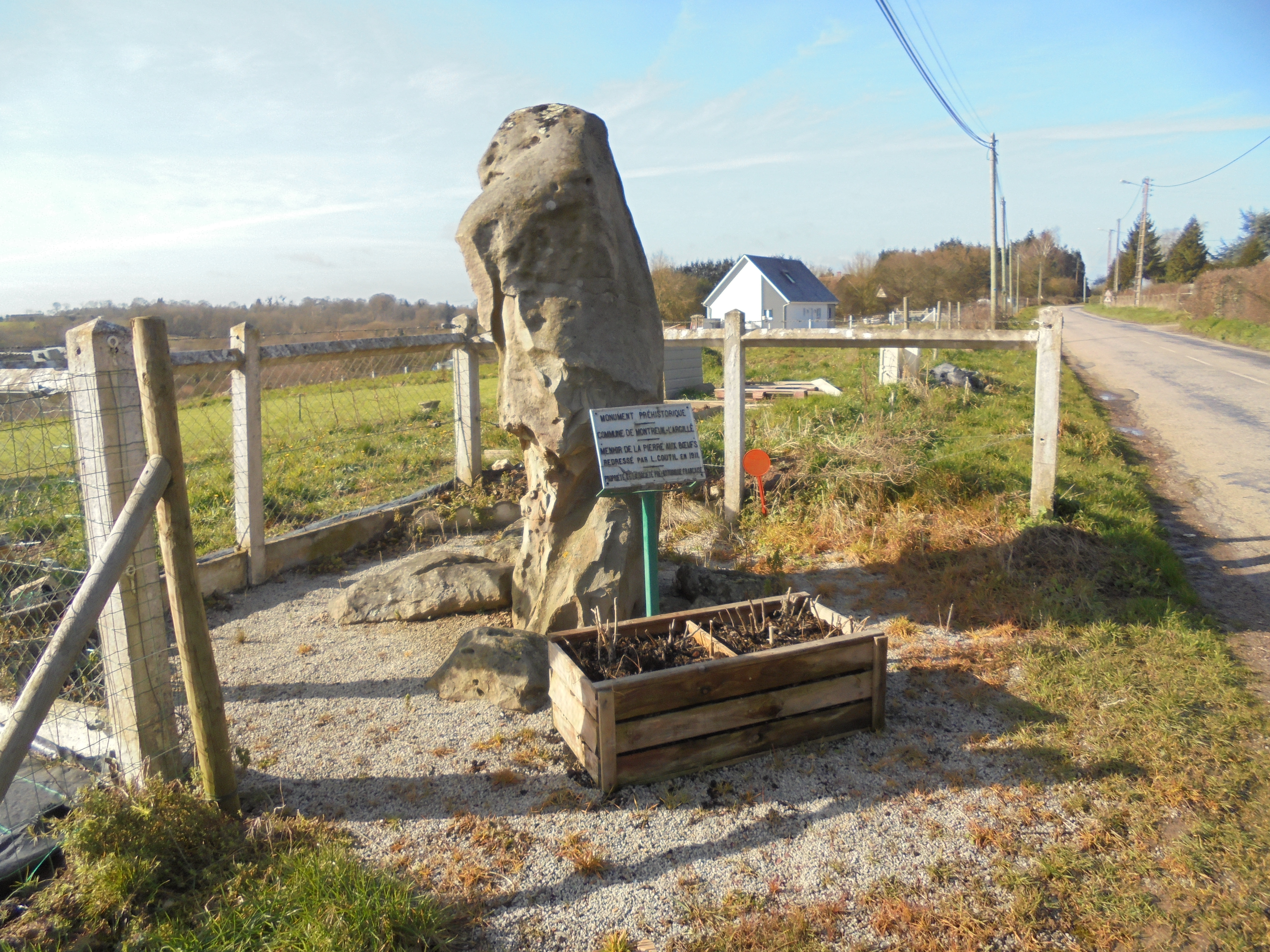
Menhir de la Pierre aux Bœufs.

### Personnalités liées à la commune
- Guillaume de Montreuil, aventurier normand du XIe siècle qui s'illustra en Italie méridionale et en Espagne, et qui fut gonfalonier du pape Alexandre II[25] ;
- Pierre Vattier (1623–1667), médecin et orientaliste français, professeur d'arabe au Collège royal et traducteur d'Avicenne ;
- Les frères Louis (1649–1724) et Jean Boivin (1663–1726), hommes de lettres et érudits.